# Tillern
Das Tillern ist ein Begriff des Bogenschießens aus dem Handwerk des Bogenbauers im Arbeitsablauf beim Bogenbau, insbesondere dem Langbogenbau. Tillern bezeichnet den Arbeitsvorgang, bei dem der Bogenbauer den aus dem Stave vorgeformten Bogenrohling durch spanende Bearbeitung in seine endgültige Biegeform bringt – und zwar durch die kräftemäßige Abstimmung von oberem zu unterem Wurfarm, bis beide sich beim Ausziehen des Bogens wunschgemäß und gleichmäßig ohne Knickstellen krümmen. Der Vorgang kann mehrere Stunden dauern und der Arbeitsschritt sich über Tage erstrecken. Es ist der letzte Arbeitsgang an den Wurfarmen vor ihrem Finish.
Das Tillern ist eine der höchsten handwerklichen Kunstfertigkeiten und -fähigkeiten im Können des Bogenbauers.

## Zielsetzung und Prozess
Ziel des Tillerns ist guter Schießkomfort, hohe Stärke und Bruchsicherheit des Bogens und geringes Stringfollow bei in Relation möglichst niedriger zu bewegender Masse der Wurfarme, und dafür notwendig im Bogen und insbesondere den Wurfarmen eine gleichmäßige Spannungsverteilung ohne Spannungsspitzen beim Ausziehen und im Vollauszug des Bogens.
Dazu benutzt der Bogenbauer anfangs das Zugmesser, später den feineren Schweifhobel und Ziehklinge, mit denen er je nach Bogentyp entlang von Bauch (Innenseite), Rücken (Außenseite) oder Seite oder allen dreien solange Holz abträgt, bis die Wurfarme beim Ausziehen das gewünschte gleichmäßige Krümmungsverhalten zeigen. Jedes Mal nach einigen Spänen befestigt er den mit einer zunächst überlangen Tillersehne bespannten Rohling im meist an einer Wand parallel angebrachten Tillerbrett. Mit dessen Auszugsvorrichtung über eine Umlenkrolle, so dass er übersichtliche Distanz hat, zieht der Bogenbauer den Bogen wieder und wieder und Stück für Stück weiter aus und kontrolliert dabei mit Auge und Zuggefühl das Krümmungsbild und Biegeverhalten. Von Zeit zu Zeit verkürzt er die Sehne, bis sie am Ende ihre spätere Länge hat. Bei einer Variante des Tillerbretts wird der Bogen unmittelbar mit der Hand ausgezogen und die Sehne in eine Reihe von Kerben zunehmenden Auszugs eingehängt, der Bogenbauer kann so das statische Krümmungsbild bei einer bestimmten Auszugslänge beurteilen, nicht jedoch das dynamische Biegeverhalten. Das Tillern dient auch der Endanpassung des Zuggewichts des Bogens bei einer bestimmten Auszugslänge, das Feintillern, bei dem auch schleifende Werkzeuge benutzt werden. Weil Hölzer Naturmaterialien sind, legt der Bogenbauer gelegentliche Pausen von Stunden bis Tagen ein. Das Tillern kann sich deshalb über mehrere Tage erstrecken.
Während des Tillerns verliert der Bogen kontinuierlich durch den Materialabtrag an Endzuggewicht. Das Zuggewicht ist zu Beginn des Tillerns immer am höchsten und am Ende immer am niedrigsten. Jeder Tillervorgang schwächt den Bogen. Es besteht die Gefahr des Übertillerns. Ist der Bogen aus Naturmaterialien, so kann nach einiger Zeit oder Gebrauch ein Nachtillern notwendig sein.
Verlorenes Zuggewicht nach zu hohem Materialabtrag kann der Bogenbauer nicht wieder gutmachen, sondern bestenfalls in Grenzen durch Maßnahmen des Backings, wie z. B. Belegen mit Rohhaut, Sehnen oder Schlangenhaut, oder geklebten Umfangswicklungen aus Garn oder Tiersehne an den geschwächten Stellen kompensieren.
Der Holzabtrag folgt den Längsfasern, den „Muskelfasern“ des Bogens, und darf diese insbesondere auf dem zugbelasteten Rücken nicht schneiden, ein Einschnitt unterbricht die Kraftspannung des betroffenen Faserbündels über die Bogenlänge, es wird zu wirkungsloser toter Masse und der Bereich eine Schwachstelle. Der Wurfarm kann an dieser Stelle auffasern und knicken, reißen oder brechen. Deshalb werden Faserschichten abgetragen. Ist der Faserverlauf eines Rohlings wellenartig oder befinden sich Astknoten im Rohling, so folgt der Bogenbauer mit dem Werkzeug deren Verlauf und der Bogen zeigt am Ende schlangenartige Windungen oder abgerundete Ausbeulungen. Das ist kein Qualitätsmangel, auch keine Designspielerei, sondern eine technische Notwendigkeit, die überdem jedem Vollholzbogen sein unverkennbares Aussehen verleiht.
An welchen Stellen und wie viel der Bogenbauer abträgt, wird neben dem verwendeten Bogenrohstoff vom gewählten Bogentyp und -design bestimmt, dem Layout und dessen Verlauf der Querschnittsfläche und neutralen Faser. Wobei die gewählten Holzsorten aufgrund unterschiedlicher mechanischer Druck-, Dehn- und Härteeigenschaften wiederum Bogentyp und Layout maßgeblich mit bestimmen. (U. a. unterscheiden sich deshalb die Bogenlayouts in unterschiedlichen Epochen oder Regionen der Welt – Bögen wurden aus den Materialien und Hölzern gebaut, die in der Zeit und Region verfügbar waren.)
Dabei ist die Querschnittsgeometrie des Wurfarmes und dessen Verlauf von Mittelteil bis Wurfarmende entscheidend. Der englische Langbogen aus Eibe beispielsweise besitzt einen sich von Mittelteil zu den Tips hin verjüngenden D-förmigen Querschnitt. Der amerikanische Langbogen und Flachbögen, oft aus Osage-Orange, weisen den namensgebenden flach rechteckigen Querschnitt auf, bei dem die Wurfarmbreite wesentlich größer ist als seine Dicke; der Querschnitt verjüngt sich ebenfalls zu den Tips hin, jedoch in der Breite stärker als in der Dicke. Einen besonderen Verlauf und ein besonders altes Layout als ungewöhnliche Herausforderung des Tillerns für einen Bogenbauer zeigt der Bogentyp des Holmegaard Bogen, einem über 10.000 Jahre alten Layout, das derzeit bereits eine lange Entwicklungszeit hinter sich hatte und von den zu dieser Zeit schon hochentwickelten Tillerfähigkeiten zeugt. Dessen Querschnitt ist anfangs im Bereich des Mittelteils der eines Flachbogens und ändert sich nach etwa 2/3 bis 3/4 der Wurfarmlänge relativ abrupt in einen gegenteilig flachen bis runden Querschnitt mehr dick als breit.

## Ergebnis
Bei einem gut getillerten Bogen bewegen sich nach dem Lösen des ausgezogenen Bogens mit Pfeil die Wurfarme synchron zueinander und beide Tips erreichen zeitgleich ihre Ausgangslage, die Sehne bleibt bei Auszug und Abschuss mittig in der Bogenlinie, die Wurfarme sind nicht verwunden und fluchten gerade. Das macht den Bogen im Abschuss ruhig, auch durch Minimierung eines resultierenden Drehmomentes auf die Horizontalachse, der Bogen kippt beim Abschuss nicht ungewünscht nach vorne oder hinten, und gewährleistet bestmögliche Energieübertragung der Wurfarme auf den Pfeil. Die Biegelinie des Bogens in seinem Vollauszug ist gleichmäßig und wirkt harmonisch.
Ein schlecht getillerter Bogen verliert Wirkungsgrad, schießt unruhig und kann beim Ausziehen oder Lösen brechen. Das Brechen des frischen Bogens aufgrund unzureichenden tillerns ist eine der häufigsten Enttäuschungen von Einsteigern im Bogenbau ohne Tillererfahrung. Häufig bricht der Bogen bereits im Tillerbrett.
Am Ende des Tillerns misst der Bogenbauer das erreichte Zuggewicht und vermerkt es zusammen mit der zugehörigen Auszugslänge auf dem Bogen. Nach der endgültigen Fertigstellung, dem Finish, wird ein letztes Mal gemessen. Eine zu große Abweichung zum Wert direkt nach dem Tillern ist verdächtig und der Bogen wird nochmals überprüft. Ist der Wert in Ordnung, schreibt der Bogenbauer endgültige Bogenlänge, Zuggewicht und Auszugslänge in Nähe des Mittelteils entweder auf die Bauchseite oder die Seite des Mittelteils und setzt seine Signatur darunter.

## DerTiller
Der getillerte Bogen zeigt bei Vollauszug eine gleichmäßige Biegelinie. Dabei ist der untere Wurfarm meist biegesteifer getillert als der obere, um die asymmetrische Kräftegeometrie auszugleichen, die dadurch entsteht, dass der Kraftzugpunkt der Zughand meist unterhalb der senkrechten Mitte des Bogens an der Sehne angreift und ebenfalls der Druckpunkt der Bogenhand im Griff meist tiefer liegt. Der untere Wurfarm eines Bogens ist deshalb bezogen auf das Griffstück üblicherweise kürzer als der obere. Im Vollauszug ist wegen des Tillerns diese Asymmetrie der Wurfarmkräfte gerade nicht sichtbar, beide Tips, die Wurfarmsppitzen, liegen auf der Senkrechten.
Die unterschiedliche Biegesteifigkeit ist zu sehen beim gespannten, aber nicht ausgezogenen Bogen: der senkrechte Abstand der Sehne zum Wurfarm ist am unteren Wurfarm kleiner als am oberen. Durch ihre Kraftverbindung über die straffe Sehne unterliegen beide Tips jeweils der gleich großen Zugkraft, der untere Wurfarm jedoch biegt sich weniger, er ist steifer. Das Differenzmaß dieser beiden in jeweils bestimmtem Abstand von der senkrechten Bogenmitte nach AMO Standard gemessenen Distanzen der Sehne zum Wurfarm beim gespannten und nicht ausgezogenen Bogen ist eine Kennzahl des Bogens, sie ist sein Tiller. Meist sind die Messpunkte an den beiden Fade Outs, den Übergangsstellen von Mittelteil zu Wurfarm.
Kenngrößen wie der Tiller und Messverfahren im Bogenschießen wurden in den 1950er Jahren von der Archery Manufacturers Organization, der AMO standardisiert. Seit Umbenennung der Organisation 2002 in Archery Trade Association sind die AMO Standards auch als ATA Standards zu finden.